# 나제세
나제세(1982년 2월 7일 ~ )는 대한민국의 가수이다. 현재 소속사는 이스 엔터테인먼트이다.

## 대표작

### 음반
- 1집 《끝이라더니》